# Raisa Moesina
Raisa Aleksandrovna Moesina (Russisch: Раиса Александровна Мусина) (Moskou, 31 maart 1998) is een Russisch basketbalspeelster die uitkomt voor het nationale team van Rusland.

## Carrière
In 2014 ging Moesina spelen voor Sparta&K Oblast Moskou Vidnoje. Met die club haalt ze twee keer de finale om de Beker van Rusland in 2015 en 2016. In 2016 gaat ze naar CCC Polkowice in Polen. In 2017 gaat Moesina terug naar Rusland om te spelen voor UMMC Jekaterinenburg. Met UMMC wint ze het Landskampioenschap van Rusland in 2018 en 2019. Ook wint ze de finale om de EuroLeague Women. Ze won van Sopron Basket uit Hongarije met 72-53. In 2018 won ze ook de FIBA Europe SuperCup Women van Galatasaray uit Turkije met 79-40. In 2019 won Moesina voor de tweede keer de finale om de EuroLeague Women. Ze wonnen van Dinamo Koersk uit Rusland met 91-67. Ook won ze in 2019 de FIBA Europe SuperCup Women van Nadezjda Orenburg uit Rusland met 87-67. In 2020 stapte Moesina over van UMMC naar Dinamo Koersk. In 2021 ging ze spelen voor Nika Syktyvkar.
Met Rusland speelde Moesina op het Europees Kampioenschap in 2017, 2019 en 2021.

## Privé
Raisa heeft ook een zus, Valeria Moesina, die ook voor Sparta&K Oblast Moskou Vidnoje en CCC Polkowice speelde en die ook voor het nationale team van Rusland speelde.

## Erelijst
- Landskampioen Rusland: 2
  - Winnaar: 2018, 2019
  - Tweede: 2021
- Bekerwinnaar Rusland: 1
  - Winnaar: 2019
  - Runner-up: 2015, 2016, 2020
- Landskampioen Polen:
  - Derde: 2017
- EuroLeague Women: 2
  - Winnaar: 2018, 2019
- FIBA Europe SuperCup Women: 2
  - Winnaar: 2018, 2019